# Světový pohár horských kol 2007
Světový pohár horských kol 2007 je série závodů na horských kolech organizovaná UCI a sponzorovaná firmou Nissan.
Závodí se ve čtyřech disciplínách: cross country (6 závodů), downhill a four-cross (5 závodů) a marathon (3 závody).

## Cross country
| Datum           | Místo konání     | Vítěz                | Vítězka          |
| 22. dubna 2007  | Houffalize       | José Antonio Hermida | Ren Chengyuan    |
| 27. května 2007 | Offenburg        | Julien Absalon       | Irina Kalentieva |
| 9. června 2007  | Champéry         | Julien Absalon       | Marga Fullana    |
| 23. června 2007 | Mont Sainte-Anne | Julien Absalon       | Irina Kalentieva |
| 1. srpna 2007   | Saint-Félicien   | Julien Absalon       | Irina Kalentieva |
| 15. září 2007   | Maribor          | Fredrik Kessiakoff   | Ying Liu         |
| Celkové pořadí  | Celkové pořadí   | Julien Absalon       | Irina Kalentieva |

- Nejlepší umístění českých reprezentantů:

| Závodník  | Belgie | Německo | Švýcarsko | Kanada | Kanada | Slovinsko |
| Huříková  | 12.    | 6.      | 8.        | 13.    | 17.    | 25.       |
| Nash      | 9.     | 22.     | 12.       | 37.    | 7.     | 13.       |
| Kulhavý   | -      | 12.     | 9.        |        |        | -         |
| Spěšný    | 46.    | 16.     | 26.       | 18.    | 25.    | 20.       |
| Friedl    | 54.    | -       | 78.       | 55.    | 41.    | 43.       |
| Škarnitzl | 66.    | 43.     | 65.       | 46.    | -      | 86.       |

## Marathon
| Datum           | Místo konání   | Vítěz               | Vítězka       |
| 13. března 2007 | Gran Canaria   | Leonardo Paez       | Pia Sundstedt |
| 8. srpna 2007   | Villabassa     | Massimo de Bertolis | Esther Süss   |
| 15. srpna 2007  | Oisans         | Thomas Dietsch      | Pia Sundstedt |
| Celkové pořadí  | Celkové pořadí | Thomas Dietsch      | Pia Sundstedt |

## Downhill
| Datum           | Místo konání     | Vítěz            | Vítězka         |
| 13. května 2007 | Vigo             | Marc Beaumont    | Sabrina Jonnier |
| 10. června 2007 | Champéry         | Matti Lehikoinen | Marielle Saner  |
| 24. června 2007 | Mont Sainte-Anne | Sam Hill         | Sabrina Jonnier |
| 7. srpna 2007   | Schladming       | Sam Hill         | Tracey Hannah   |
| 16. září 2007   | Maribor          | Sam Hill         | Rachel Atherton |
| Celkové pořadí  | Celkové pořadí   | Sam Hill         | Sabrina Jonnier |

## Four-cross
| Datum           | Místo konání     | Vítěz           | Vítězka        |
| 12. května 2007 | Vigo             | Gee Atherton    | Anneke Beerten |
| 9. června 2007  | Champéry         | Brian Lopes     | Jill Kintner   |
| 24. června 2007 | Mont Sainte-Anne | Brian Lopes     | Anneke Beerten |
| 7. srpna 2007   | Schladming       | Brian Lopes     | Jill Kintner   |
| 15. září 2007   | Maribor          | Romain Saladini | Anneke Beerten |
| Celkové pořadí  | Celkové pořadí   | Brian Lopes     | Anneke Beerten |